# Распределённая экономика
Распределённая экономика — термин, введённый Алланом Йоханссоном и соавторами в 2005 году.

## Определение

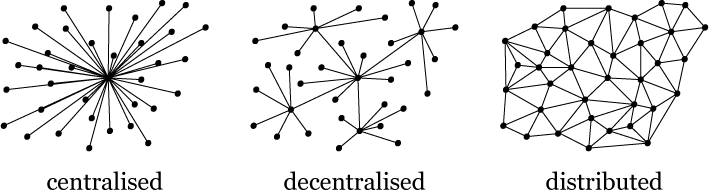
Централизованная, децентрализованная и распределённая экономики

Устоявшегося определения распределённой экономики нет, но её можно охарактеризовать как региональный подход к продвижению инноваций на малых и средних предприятиях на принципах устойчивого развития. Другое определение распределённой экономики — это глобальная сеть горизонтальных связей, в которой падает роль вертикальных структур и монополий. Эта концепция проиллюстрирована на рисунке, который показывает централизованную, децентрализованную и распределённую экономики соответственно.

## Особенности
Отношения в распределённой экономике намного сложнее, чем в централизованной. Эта особенность делает всю экономику более стабильной — отдельные сегменты в ней не полагаются только на один центральный узел. Она также напоминает экологические сети, что делает её хорошим практическим примером промышленной экологии.
Большим преимуществом распределённой экономики является то, что она позволяет институциональным единицам сети более широко работать с региональными и местными природными ресурсами, финансами, человеческим капиталом, знаниями, технологиями и так далее. Это также делает эти единицы более гибкими, способными реагировать на местные потребности рынка, тем самым обеспечивая большую скорость инноваций. В распределённой экономике институциональные единицы лучше отражают их социальную среду и больше способствуют улучшению качества жизни. Концепция распределённой экономики — не новое изобретение, так было устроено большинство доиндустриальных экономик. Однако информационные технологии открывают новые возможности для реализации этой концепции: информация может передаваться гораздо быстрее и проще, благодаря этому малые производства (например, быстрое прототипирование) становятся все дешевле. Эта концепция хорошо работает в увязке с Фаб Лаб.
Не все отрасли подходят для распределённой экономики; например, многие химические процессы экономически обоснованы и эффективны только в больших масштабах. С другой стороны, био-энергетика и производство потребительских товаров являются интересными кандидатами для распределения.